# Guido Lazzarini
Guido Lazzarini (Milano, 6 ottobre 1912 – Genova, 12 luglio 1991) è stato un attore italiano.

## Biografia
Frequenta la Scuola di recitazione dell'Accademia dei filodrammatici di Milano, sotto la direzione di Ettore Berti ed Emilia Varini, dove si diploma nel 1934.
Nella stagione 1935-36 è con la Compagnia Besozzi-Menichelli-Migliari, nella stagione 1937-38 con la Compagnia Falconi-Besozzi, nella stagione 1938-39 con la Compagnia Besozzi-Ferrati, con la Compagnia Tofano-Rissone-De Sica nella stagione 1940-41 e nella stagione 1941-42. Nella stagione 1942-43 ancora con Tofano nella Compagnia del Teatro Quirino di Roma.
Nel 1945 è in tournée con la compagnia Calindri-Adani-Carraro-Gassman, nel corso della quale restano bloccati nell'Italia settentrionale per le vicende belliche. Terminata la guerra emigra in Brasile dove, per dieci anni, prende parte sia a spettacoli di prosa che a pellicole cinematografiche. Nel 1956 rientra in Italia e viene scritturato nella nuova Compagnia Calindri-Volonghi-Corti-Lionello per tutta la stagione 1956-57. Nel 1958 partecipa alla commedia musicale Il diplomatico, di Scarnicci e Tarabusi, con Carlo Dapporto. Nella stagione 1960-61 è con la Compagnia Brignone-Santuccio.
Esordisce sullo schermo nel film di Camillo Mastrocinque Bionda sottochiave del 1939. Attore di primo o secondo piano nel 1942 è tra i protagonisti del film di Piero Ballerini La fanciulla dell'altra riva  con María Mercader. Negli anni cinquanta per qualche anno recita per il cinema brasiliano. Dagli anni sessanta continua la sua carriera in sceneggiati per la televisione italiana fino alla fine degli anni settanta. L'ultimo film in cui appare è Ecco noi per esempio... di Sergio Corbucci del 1977.
Nel 1979 interpreta il Colonnello Rowan nello sceneggiato televisivo Morte a passo di valzer con Gianni Garko.

## Teatro
- Qui sotto c’è qualche cosa, di Franz Arnold, Milano, Teatro Olimpia, 6 settembre 1935.
- Trenta secondi d’amore, di Aldo De Benedetti, Milano, Teatro Olimpia, 29 novembre 1937.
- La via maestra, di Frederick Lonsdale, Milano, Teatro Nuovo, 13 dicembre 1938.
- La signora è partita, di G. Cataldo, Genova, Teatro Margherita, 4 gennaio 1939.
- II professor Giobbe Pretorius, di Kurt Goetz, regia di Sergio Tofano, Bologna, Teatro del Corso, 2 dicembre 1940.
- La scoperta dell'Europa, di Alessandro De Stefani, regia di Sergio Tofano, Bologna, Teatro del Corso, 4 dicembre 1940.
- Volo a vela, di Gino Rocca, regia di Sergio Tofano, Torino, Teatro Alfieri, 17 dicembre 1940.
- La scuola della maldicenza, di Richard Brinsley Sheridan, regia di Sergio Tofano, Milano, Teatro Nuovo, 11 febbraio 1941.
- La figlia di Iorio, di Gabriele D'Annunzio, regia di Guido Salvini, Milano, Teatro Nuovo, 2 luglio 1941.
- La casa nuova, di Carlo Goldoni, regia di Sergio Tofano, Roma, Teatro Quirino, 15 gennaio 1943.
- Il giardino dei ciliegi, di Anton Čechov, regia di Guido Salvini, Roma, Teatro Quirino, 6 marzo 1943.
- La libreria del sole, di Diego Fabbri, regia di Turi Vasile, Roma, Teatro Quirino, 3 giugno 1943.
- La ragazza indiavolata, di Ralph Benatzky, Roma, Teatro Quirino, 9 luglio 1943
- Agnese Bernauer, di Friedrich Hebbel, regia di Corrado Pavolini e Giulio Pacuvio, Firenze, Teatro della Pergola, 6 maggio 1944.
- Attilio Regolo, di Metastasio, regia di Giulio Pacuvio, Milano, Teatro Nuovo, 4 dicembre 1944.
- La nostra compagna, di André-Paul Antoine, regia di Eugenio Salussolia, Milano, Teatro Odeon, 11 luglio 1945.
- Il maggiore Barbara, di George Bernard Shaw, regia di Silverio Blasi, Roma, Teatro Eliseo, 3 ottobre 1956.
- Ricordati, amor mio, di André Birabeau, regia di Ernesto Calindri, Roma, Teatro Eliseo, 20 ottobre 1956.
- Ricci di mare, di Aldo Nicolaj, regia di Ernesto Calindri, Roma, Teatro Eliseo, 5 novembre 1956.
- Il valzer dell’anniversario, di Jerome Chodorov e Joseph Fields, regia di Ernesto Calindri, Milano, Teatro Manzoni, 14 dicembre 1956.
- Il cerchio magico, di Luigi Chiarelli, regia di Ernesto Calindri, Torino, Teatro Carignano, il 12 febbraio 1957.
- Un papà per mio figlio, di Jean de Létraz, regia di Ernesto Calindri, Milano, Teatro Manzoni, 16 aprile 1957.
- Hotel Paradiso, di Saint-Granier e Philippe Bonnières, regia di Ernesto Calindri, Milano, Teatro Manzoni, 14 maggio 1957.
- La tempesta, di William Shakespeare, regia di Franco Enriquez, Verona, Giardino di Villa Giusti, 4 luglio 1957.
- Colombe, di Jean Anouilh, regia di Luciano Salce, Roma, Teatro delle Arti, 18 ottobre 1957.
- Tristi amori, di Giuseppe Giacosa, regia di Mario Missiroli, Teatro Stabile della Regione Emiliana, 1958
- Nora seconda, di Cesare Giulio Viola, regia di Sergio Velitti, Teatro Stabile della Regione Emiliana, 1958
- Il diplomatico, di Scarnicci e Tarabusi, regia di Silverio Blasi, Milano, Teatro Lirico, 20 ottobre 1958.
- La poltrona rossa, di Alfredo Vanni, regia di Paola Borboni, Milano, Teatro Nuovo, 1º luglio 1959.
- I falsi, di Carlo Maria Pensa, regia di Giacomo Colli, Milano, Teatro Manzoni, 2 ottobre 1959.
- Il grande caldo, di Fabio Jegher, regia di Enzo Ferrieri, Milano, Teatro del Convegno, 22 aprile 1960.
- Compagni di viaggio, di Giovanni Guaita, regia di Enzo Ferrieri, Milano, Teatro del Convegno, 17 maggio 1960.
- Il mago della pioggia, di Richard Nash, regia di Enzo Tarascio e Giancarlo Fantini, Milano, Teatro Sant’Erasmo, 29 luglio 1960.
- Estate e fumo, di Tennessee Williams, regia di Virginio Puecher, Milano, Teatro Manzoni, 20 novembre 1960.
- L'amante compiacente, di Graham Greene, regia di Sandro Bolchi, Milano, Teatro Manzoni, 28 dicembre 1960.
- Così è (se vi pare), di Luigi Pirandello, regia di Sandro Bolchi, Trieste, Teatro Nuovo, 1º novembre 1961.
- Il Saltuzza, di Andrea Calmo, regia di Giovanni Poli, Trieste, Teatro Nuovo, 19 dicembre 1961.
- Tre quarti di luna, di Luigi Squarzina, regia di Fulvio Tolusso, Trieste, Teatro Nuovo, 3 marzo 1962.
- Tristi amori, di Giuseppe Giacosa, regia di Sandro Bolchi, Trieste, Teatro Nuovo, 11 aprile 1962.
- Incontro a Babele, di Salvato Cappelli, regia di Enrico D'Alessandro, Milano, Teatro del Convegno, 28 dicembre 1962.
- Quattro Nô giapponesi, regia di Enrico Fulchignoni, Milano, Teatro del Convegno, 30 gennaio 1963.
- Capitano dopo Dio, di Jan de Hartog, regia di Enrico D’Alessandro, Milano, Teatro del Convegno, 2 maggio 1963.
- Ecuba, di Euripide, regia di Enrico D’Alessandro, Milano, Teatro del Convegno, 16 ottobre 1963.
- Una serata per Cechov, testo e regia di Gastone Da Venezia, Milano, Teatro del Convegno, 20 novembre 1963.
- Fine dell'alibi, di Dario Guglielmo Martini, regia di Enrico D’Alessandro, Milano, Teatro del Convegno, 16 gennaio 1964.
- Il dibbuk di Semën An-skij, regia di Enrico Fulchignoni, Milano, Teatro del Convegno, 31 marzo 1964.
- Molto rumore per nulla, di William Shakespeare, regia di Claudio Fino, Milano, Teatro del Convegno, 23 ottobre 1964.
- Maria Stuarda di Friedrich Schiller, regia di Luigi Squarzina, Genova, Teatro Duse, 5 marzo 1965.
- La pietà di novembre, di Franco Brusati, regia di Valerio Zurlini, Roma, Teatro Eliseo, 26 marzo 1966.
- Macbeth, di William Shakespeare, regia di Tino Buazzelli, Milano, Teatro San Babila, 5 ottobre 1966.
- Le baccanti, di Euripide, regia di Luigi Squarzina, Genova, Teatro Duse, 1º marzo 1968.
- Molto rumore per nulla, di William Shakespeare, regia di Filippo Corradi Cervi, Gardone Riviera, Teatro del Vittoriale, 20 luglio 1968.
- Vita col padre, di Howard Lindsay e Russel Crouse, regia di Sandro Bolchi, Roma, Teatro Eliseo, 17 ottobre 1968.
- Cinque giorni al porto, di Vico Faggi e Luigi Squarzina, regia di Luigi Squarzina, Genova, Politeama, 1º aprile 1969.
- Malatesta di Henry de Montherlant, regia di José Quaglio, Torino, Teatro Alfieri, 3 luglio 1969.
- 8 settembre di Enzo De Bernart, Ruggero Zangrandi, Luigi Squarzina, regia di Luigi Squarzina, Genova, Politeama, 13 marzo 1971.
- L'erba della stella dell'alba, di Amleto Micozzi e Marcello Aste, regia di Marcello Aste, San Miniato, 27 luglio 1971.
- Giulio Cesare, di William Shakespeare, regia di Luigi Squarzina, Genova, Politeama, 1º ottobre 1971.
- Il cerchio di gesso del Caucaso, di Bertolt Brecht, regia di Luigi Squarzina, Prato, Teatro Metastasio, 2 marzo 1974.
- Il fu Mattia Pascal, di Tullio Kezich, regia di Luigi Squarzina, Genova, Teatro Duse, 8 novembre 1974.
- La professione della signora Warren, di George Bernard Shaw, regia di Jerome Kilty, Roma, Teatro Valle, 29 novembre 1976.

## Filmografia

### Cinema
- Bionda sottochiave, regia di Camillo Mastrocinque (1939)
- Il carnevale di Venezia, regia di Giuseppe Adami e Giacomo Gentilomo (1939)
- Una lampada alla finestra, regia di Gino Talamo (1940)
- L'arcidiavolo, regia di Toni Frenguelli (1940)
- Lucrezia Borgia, regia di Hans Hinrich (1940)
- La fanciulla dell'altra riva, regia di Piero Ballerini (1942)
- La primadonna, regia di Ivo Perilli (1943)
- Il cavaliere del sogno, regia di Camillo Mastrocinque (1947)
- La monaca di Monza, regia di Raffaello Pacini (1947)
- Presença de Anita, regia di Ruggero Jacobbi (1951)
- Corações na Sombra, regia di Guido Lazzarini (1951)
- A Carne, regia di Guido Lazzarini (1952)
- Fatalidade, regia di Jacques Maret (1953)
- Chamas no cafezal, regia di José Carlos Burle (1954)
- Yalis, la vergine del Roncador, regia di Francesco De Robertis (1955)
- Ecco noi per esempio..., regia di Sergio Corbucci (1977)

### Televisione
- Il conte Aquila, regia di Sandro Bolchi, trasmessa il 18 settembre 1959.
- La pazza di Chaillot, regia di Sandro Bolchi, 2 giugno 1961.
- La storia di re Enrico IV, regia di Sandro Bolchi, 13 novembre 1961.
- Il mulino del Po, regia di Sandro Bolchi, prima puntata, 13 gennaio 1963.
- La maestra di canto, regia di Leonardo Cortese, 23 aprile 1963.
- Il capanno degli attrezzi, regia di Sandro Bolchi, 10 giugno 1963.
- Il cuore impulsivo, regia di Claudio Fino, 1º luglio 1963.
- Un figlio per Dorotea, regia di Eros Macchi, 27 gennaio 1964.
- I polli di Enrico IV, regia di Claudio Fino, 28 maggio 1964.
- Una ragazza semplice, regia di Claudio Fino, 10 luglio 1964.
- Sacro esperimento, regia di Claudio Fino, 9 settembre 1964.
- L'appalto, regia di Carlo Di Stefano, 15 settembre 1964.
- Questione di soldi, regia di Enrico Colosimo, 4 ottobre 1964.
- La nemica, regia di Claudio Fino, 3 febbraio 1965.
- Un albergo tra i monti, regia di Silverio Blasi, 7 settembre 1965.
- Vita di Dante, regia di Vittorio Cottafavi, terza parte, 19 dicembre 1965.
- Le inchieste del commissario Maigret, episodio L'ombra cinese, marzo 1966
- I milioni dello zio Peteroff, regia di Carlo Di Stefano, 31 agosto 1966.
- Fine di una solitudine, regia di Gianni Bongioanni, 2 novembre 1966.
- I promessi sposi, regia di Sandro Bolchi, ottava puntata, 19 febbraio 1967.
- Il trapianto, regia di Gianfranco Bettetini, 4 giugno 1967.
- A casa per le sette, di Claudio Fino, 20 agosto 1967.
- Il giocatore di scacchi, regia di Lyda C. Ripandelli, 17 marzo 1968.
- Il muro divisorio, regia di Raffaele Meloni, 23 agosto 1968.
- Tartarino sulle Alpi, regia di Edmo Fenoglio, prima puntata, 6 settembre 1968.
- Caio Gracco, regia di Piero Schivazappa, 10 dicembre 1968.
- Vita col padre, regia di Sandro Bolchi, 24 agosto 1969.
- Lo sconosciuto di Collegno, regia di Fulvio Tolusso, 11 e 13 agosto 1970.
- Antonio Meucci cittadino toscano contro il monopolio Bell, regia di Daniele D'Anza, 4-11-18 ottobre 1970.
- L'inno di Mameli, regia di Claudio Fino, 20 ottobre 1970.
- Le cinque giornate di Milano, regia di Leandro Castellani, 5 puntate, dal 22 novembre al 20 dicembre 1970.
- Nero Wolfe, episodio Salsicce mezzanotte, 23 febbraio 1971.
- Il mulino del Po, quarta puntata, 9 maggio 1971.
- Con rabbia e con dolore, regia di Giuseppe Fina, quarta puntata, 6 agosto 1972.
- Puccini, regia di Sandro Bolchi, terza puntata, 21 gennaio 1973.
- Inchiesta in casa Kluger, regia di Salvatore Nocita, 15 e 17 ottobre 1974.
- Un uomo curioso, regia di Dino B. Partesano, 19 e 20 aprile 1975.
- Adorabile Giulia, regia di Fulvio Tolusso, 20 giugno 1975.
- La Castiglione, regia di Dante Guardamagna, 30 dicembre 1975 e 6 gennaio 1976.
- Morte a passo di valzer, regia di Giovanni Fago, 3-10-17 ottobre 1979.

## Radio
- Asso di cuori, di Hobbes Dino Cecchini, regia di Guglielmo Morandi, 8 novembre 1941.
- Gli occhi del cuore, di Giacinto Gallina, regia di Alberto Casella, 12 novembre 1941.
- La nostra età, di Cesare Giulio Viola, regia di Alberto Casella, 18 dicembre 1941.
- Un matrimonio per forza, di Molière, regia di Nino Meloni, 29 dicembre 1941
- Tenendosi per mano, di Riccardo Aragno, regia di Guglielmo Morandi, 13 gennaio 1942.
- Pietro e Paolo, di Ferenc Herczeg, regia di Umberto Benedetto, 7 maggio 1947.
- Topaze, di Marcel Pagnol, regia di Umberto Benedetto, 9 giugno 1947.
- Nell'ombra della vallata, di John Millington Synge, regia di Umberto Benedetto, 22 luglio 1947.
- Il padrone delle ferriere, di Georges Ohnet, regia di Umberto Benedetto, 26 luglio 1947.
- Trenta secondi, di Aldo De Benedetti, regia di Umberto Benedetto, 1º settembre 1947.
- Martha Monestier, di Denis Amiel, regia di Giandomenico Giagni, 13 settembre 1960.
- King Arthur, musica di Henry Purcell, 13 giugno 1968.